# Lingay (North Uist)
Pour les articles homonymes, voir Lingay.
Lingay, en gaélique écossais Lingeigh, est une île inhabitée du Royaume-Uni située en Écosse, dans les Hébrides extérieures. Elle se trouve juste au nord de North Uist, au sud-ouest de Boreray et au sud-est de Berneray. De forme circulaire, elle culmine à 33 mètres d'altitude et peut être rejointe à marée basse par un isthme sablonneux depuis North Uist.